# Shin Amano
Pour les articles homonymes, voir Amano.
Shin Amano (en japonais : 天野真), né le 13 mai 1973 à Tokyo au Japon, est un patineur artistique japonais, double champion du Japon (en 1995 en individuel et en 1998 en couple artistique).

## Biographie

### Carrière sportive
Shin Amano pratique essentiellement le patinage en individuel. Il est le champion national du Japon en 1995. Il représente son pays aux mondiaux de 1995 à Birmingham.
Lors de la saison 1997/1998, il pratique également le patinage en couple artistique avec sa partenaire Marie Arai. Ensemble, ils sont champions du Japon et participent aux Jeux olympiques d'hiver de 1998 dans leur pays à Nagano.
Il quitte les compétitions sportives après les Jeux olympiques de 1998.

### Reconversion
Après sa retraite sportive, il devient entraîneur.
Il est le premier japonais à être enregistré en tant que spécialiste technique ISU (un arbitre technique officiellement reconnu par l'Union internationale de patinage établie par le nouveau système de notation adopté à partir de la saison 2003/2004) en plus de son activité d'entraîneur. Il est arbitre technique et spécialiste technique lors des championnats du Japon 2005, au Trophée NHK 2006 et aux mondiaux de 2010, 2011 et 2012.
Il vit actuellement au Canada. Au cours de la saison 2006/2007, il entraîne Patrick Chan, qui devient vice-champion du monde junior en 2007. Lors de la saison 2009/2010, il entraîne Yuki Nishino.
Depuis 2017, il enseigne au Toronto Cricket Skating and Curling Club.

## Palmarès

### En individuel
| Compétition             | 1993    | 1994    | 1995    | 1996    | 1997    | 1998    |  |  |  |  |  |  |  |  |
| Jeux olympiques d'hiver |         |         |         |         |         |         |  |  |  |  |  |  |  |  |
| Championnats du monde   |         |         | 28e     |         |         |         |  |  |  |  |  |  |  |  |
| Championnats du Japon   |         |         | 1er     | 4e      | 8e      | 9e      |  |  |  |  |  |  |  |  |
|                         |         |         |         |         |         |         |  |  |  |  |  |  |  |  |
| Autres Compétitions     | 1992/93 | 1993/94 | 1994/95 | 1995/96 | 1996/97 | 1997/98 |  |  |  |  |  |  |  |  |
| Skate Canada            | 9e      |         |         |         |         |         |  |  |  |  |  |  |  |  |
| Coupe d’Allemagne       |         |         |         | 12e     |         |         |  |  |  |  |  |  |  |  |
| Trophée de France       |         |         | 14e     |         |         |         |  |  |  |  |  |  |  |  |
| Trophée NHK             |         | 12e     | 9e      | 12e     |         |         |  |  |  |  |  |  |  |  |
|                         |         |         |         |         |         |         |  |  |  |  |  |  |  |  |

### En couple artistique
| Compétition             | 1998    |  |  |  |  |  |  |  |  |  |  |  |  |  |
| Jeux olympiques d'hiver | 20e     |  |  |  |  |  |  |  |  |  |  |  |  |  |
| Championnats du monde   |         |  |  |  |  |  |  |  |  |  |  |  |  |  |
| Championnats du Japon   | 1er     |  |  |  |  |  |  |  |  |  |  |  |  |  |
|                         |         |  |  |  |  |  |  |  |  |  |  |  |  |  |
| Autre Compétition       | 1997/98 |  |  |  |  |  |  |  |  |  |  |  |  |  |
| Trophée NHK             | 8e      |  |  |  |  |  |  |  |  |  |  |  |  |  |
|                         |         |  |  |  |  |  |  |  |  |  |  |  |  |  |